# Азијски гепард
Азијски или ирански гепард (лат. Acinonyx jubatus venaticus) крајње је угрожена подврста гепарда, распрострањена у Азији, у великој опасности од изумирања.У природи је остало још 12 јединки, 9 мужјака и 3 женке.

## Угроженост и распрострањеност
Данас се само за Иран са сигурношћу може рећи да је станиште азијског гепарда. Зато се каткад ова врста назива и ирански гепард. У научним круговима води се полемика око тога, да ли се и гепарди из Сахаре могу сврстати у азијску подврсту, или ови гепарди, чији ареал у Африци највећим делом припада данашњем Алжиру припадају западноафричкој подврсти (A. j. hecki).
У Ирану азијски гепарди живе у пространој централној пустињи, тзв. Иранском платоу. У 20. веку ова некад бројна и честа животиња доведена је до изумирања на простору југозападне Азије, од Арабије до Индије, укључујући Авганистан; према последњим истраживањима, још увек постоји тек око 60-100 јединки ове подврсте, од чега је већина у Ирану и, врло ретко, у западном Пакистану. Азијски гепард и персијски леопард су данас једине преостале велике мачке у Ирану, иако је некад ту било лако срести каспијског тигра и азијског лава, који су у 20. веку већ изумрли.
Главну претњу азијском гепарду представљају људи, који у највећем броју преузимају њихов основни плен, а то су врсте газела Gazella bennettii и Gazella subgutturosa, као и неке врсте коза и оваца, и одгајају као домаће животиње, често и криволовећи. Додатни проблем представља губитак станишта због рударских активности на том терену. Само вађење руда не омета живот ових животиња, али прилив људи у великом броју, изградња путева и људских насеља узроковала је већи степен криволова, како самих азијских гепарда, тако и животиња које представљају њихов основни плен.

## Исхрана
Азијски гепард се храни малим антилопама. У Ирану исхрану овог гепарда сачињавају претежно газеле (индијска газела и Gazella subgutturosa), затим дивље овце и козе, као и арапски зец Lepus capensis. Пре педесетак година у Индији ова врста је имала разнолику исхрану, хранећи се јеленским антилопама и индијским газелама, а ређе и читалима и нилгај-антилопама.

## Руско-ирански пројекат обнављања популације
Ирански и руски еколози планирају заједнички пројекат у циљу враћања каспијских тигрова, али и азијских гепарда, у област централне Азије. Ове велике мачке су нестале, азијски гепард из Русије и каспијски тигар из Ирана, пре педесетак година. Генетичка проучавања су показала да се амурски тигар практично не разликује од изумрлих каспијских тигрова, те Русија жели да понуди Ирану да у својим северним деловима обнови ову популацију, док би Иран заузврат помогао да се обнови практично потпуно нестала врста азијских гепарда у Русији, у северном Кавказу. У дивљини, међутим, постоји много већи број амурских тигрова него азијских гепарда, и док амурских тигрова има и у неким зоолошким вртовима, азијских гепарда нема ни у једном светском зоолошком врту. У исто време постојале су и молбе да се неке иранске јединке азијског гепарда пребаце у Индију у циљу покушаја клонирања и обнављања популације, али стручњаци сматрају да у овом тренутку не би смело доћи до уклањања ниједне јединке из ове ионако угрожене области, јер би то представљало велики ударац за тренутни ограничени генски фонд.